# 1 Pułk Piechoty (austro-węgierski)

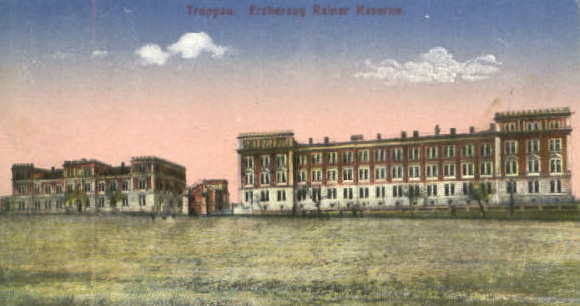
Koszary arcyksięcia Rainera w Opawie

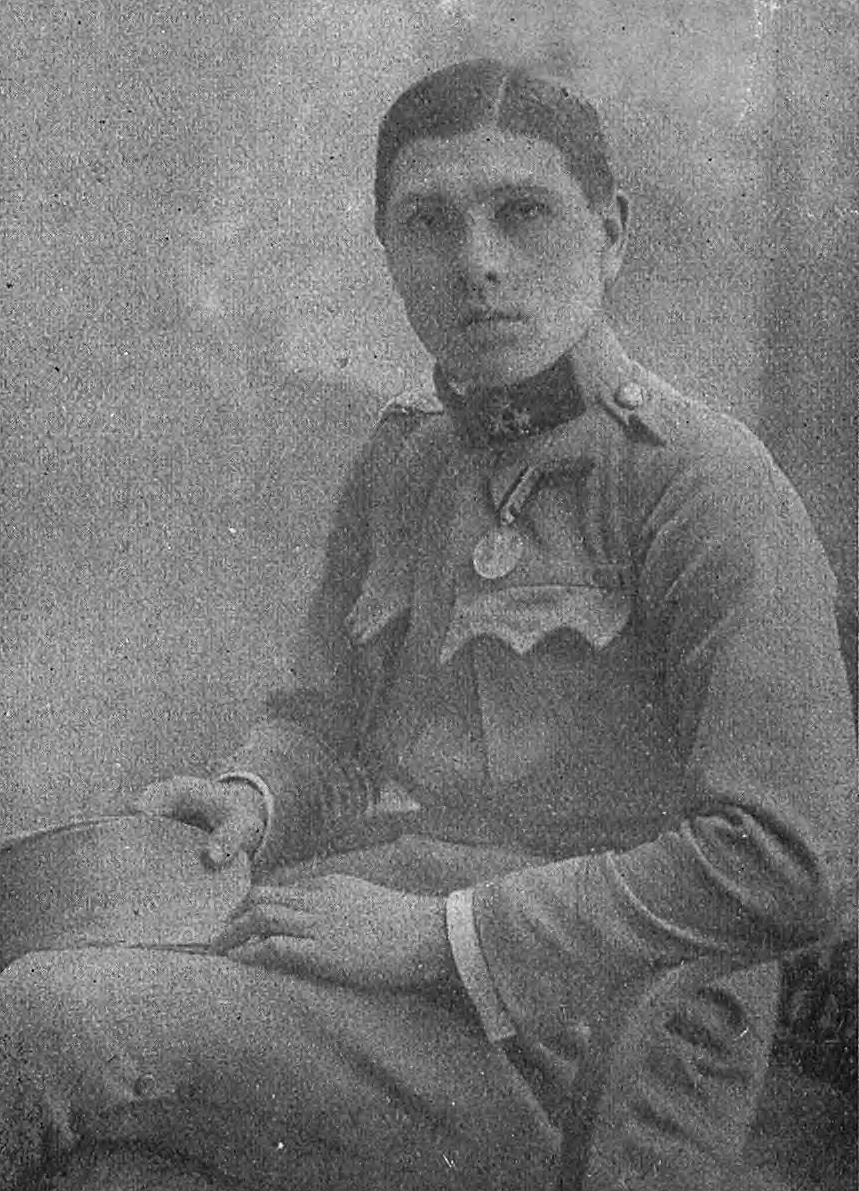
Ppor. rez. Bruno Luska

Śląski Pułk Piechoty Cesarza Nr 1 (niem. Schlesisches Infanterieregiment Kaiser Nr. 1) – pułk piechoty cesarskiej i królewskiej Armii.

## Historia oddziału
Pułk został utworzony w 1715 roku, od 1848 roku nosiła nazwę cesarskiego (niem. Kaiser). 
Okręg uzupełnień nr 1 Opawa (niem. Troppau) na terytorium 1 Korpusu.
Kolory pułkowe: ciemny brąz, guziki srebrne. 
Skład narodowościowy w 1914 roku 82% – Niemcy.
W 1909 komenda pułku oraz bataliony II, III i IV stacjonowały w Opawie, natomiast I baon w Fočy.
W 1912 komenda pułku została przeniesiona z Krakowa do Opawy. 
W 1914 komenda pułku razem z 2. i 3. batalionem stacjonowała w garnizonie Kraków, koszarach księcia korony Rudolfa (niem. Kronprinz Rudolfs Kaserne) przy ulicy Warszawskiej, 4. batalion w Opawie, a 1. batalion był detaszowany w Mostarze.
W 1914 pułk (bez 1. batalionu) wchodził w skład 10 Brygady Piechoty należącej do 5 Dywizji Piechoty, natomiast detaszowany 1. batalion był podporządkowany komendantowi 1 Brygady Górskiej w Mostarze należącej do 18 Dywizji Piechoty.

## Komendanci pułku
- płk Eduard von Zambaur (1885)
- płk Emmerich Edler von Fischer (1900–1903)
- płk Hugo Kromer (1904–1907)
- płk Emmerich Edler von Fischer (1908–1910)
- płk Adalbert von Kaltenborn (1911–1914)